# Park Narodowy Gal Oya
Park Narodowy Gal Oya – park narodowy położony w Sri Lance, we wschodniej części wyspy Cejlon. Zajmuje obszar pagórkowatej wyżyny w górnym biegu rzeki Gal Oya. W centrum parku znajduje się sztuczny zbiornik wodny Senanayaka (Samudraya). Szatę roślinną tworzy mozaika wilgotnych lasów równikowych i trawiastej sawanny. W parku występuje bogactwo świata zwierzęcego – bawoły arni, jelenie sambary, mundżaki i aksis, słonie indyjskie, lamparty, szakale złociste, małpy langury, a także liczne gady i ptaki.